# Santiago Sanguinetti
Santiago Sanguinetti (Montevideo, 5 de junio de 1985) es un dramaturgo, actor y profesor uruguayo. 

## Biografía
Nació en Montevideo, en 1985. Egresó de la Escuela Multidisciplinaria de Arte Dramático Margarita Xirgu en 2008, y del Instituto de Profesores Artigas en 2012. Ha obtenido diversas distinciones, entre las que se destacan el Premio Nacional de Literatura, el Premio Onetti de la Intendencia de Montevideo, el Premio Florencio de la Asociación de Críticos, el Premio Molière de la Embajada de Francia y el Fondo para la Formación y la Creación Artística 2012-2014 del Ministerio de Educación y Cultura.
Fue convocado por la Comedia Nacional para participar como actor invitado durante la temporada 2008, y a partir de 2009 su obra integró el repertorio de dicho elenco con el estreno de varias de sus piezas. Como actor ha participado en diversos espectáculos teatrales. También ha dirigido y protagonizado sus propias obras. Ha recibido varias becas internacionales que lo llevaron a estudiar a Aviñón (Festival International de Théâtre 2007), Barcelona (Sala Beckett 2011), Nottingham (World Event Young Artists 2012), Santiago de Chile (Teatro Amplio, residencia 2014), Buenos Aires (Panorama Sur 2015) y Montpellier (Centre Dramatique National 2015).
Sus textos se han llevado a escena en Uruguay, Argentina, Brasil, Colombia, Cuba, México, Estados Unidos, España, Inglaterra y Francia. Ha editado los libros Dramaturgia imprecisa (Estuario, 2009), Sobre la teoría del eterno retorno aplicada a la revolución en el Caribe (Banda Oriental, 2013) y Trilogía de la revolución (Estuario, 2015), además de formar parte de las antologías de teatro uruguayo contemporáneo editadas por Paso de Gato (México) y Casa de las Américas (Cuba), ambas en 2015. Publicó artículos en revistas especializadas de Madrid (Primer Acto), La Habana (Conjunto) y Santiago de Chile (Apuntes de Teatro). Ha sido traducido al francés, inglés y portugués.
Fue Director de la Escuela Multidisciplinaria de Arte Dramático Margarita Xirgu desde el año 2016 al 2020.

## Obras
- 2019 : Bakunin Sauna, una obra anarquista
- 2016: El gato de Schrödinger
- 2014: Breve apología del caos por exceso de testosterona en las calles de Manhattan
- 2012: Argumento contra la existencia de vida inteligente en el Cono Sur
- 2012: Sobre la teoría del eterno retorno aplicada a la revolución en el Caribe(Premio Onetti 2012)
- 2011: Libertad
- 2010: Último piso del Hotel California
- 2009: Nuremberg
- 2009: Epifanía
- 2009: La Historia Universal
- 2008: Ararat
- 2008: Obscena
- 2007: El ala quebradiza de la mariposa
- 2007: Ruido
- 2007: Esquizofrenia
- 2006: Fuga de ángeles
- 2006: Limbo